# Hermon (Grenada)
Hermon ist eine Siedlung im Parish Saint Andrew im Osten von Grenada.

## Geographie
Die Siedlung liegt oberhalb der Küste zwischen Moya und Blaize.
Im Norden schließt sich Carrière an.